# Сурди, Шарль д’Эскубло
Шарль д’Эскубло (фр. Charles d'Escoubleau; 1588 — 21 декабря 1666, Париж), маркиз де Сурди и д'Аллюи — французский военный и государственный деятель.

## Биография
Сын Франсуа д’Эскубло, маркиза д'Аллюи, и Антуанетты де Брив.
В 1629 году добровольцем участвовал в штурме Сузы войсками маршалов Креки и Бассомпьера.
В 1630 году был при осаде Пиньероля, Шамбери, взятии Анси и Ромийи, бою при Вейяне, взятии Салуццо и его замка, бою на Кариньянском мосту.
Кампмаршал (1.05.1632), в том году служил в Пикардийской армии, не предпринимавшей активных действий.
8 апреля 1633, после отставки герцога де Латремуя, был назначен генерал-кампмейстером кавалерии. Получил роту шеволежеров, принадлежавшую Латремую и сохранившую название генерал-кампмейстерской. Был государственным советником от дворянства шпаги.
14 мая 1633 был пожалован Людовиком XIII в рыцари орденов короля. Сопровождал короля в походе в Лотарингию, принял подчинение Люневиля.
В 1634 году служил в Германской армии маршала Лафорса, внес вклад в оказание помощи Гейдельбергу и Филиппсбургу против имперцев и баварцев. В 1635 году продолжал службу в той же армии, в мае разбил герцога Лотарингского в Эльзасе. 16 мая при формировании кавалерийских полков получил под командование один из них, названный генерал-кампмейстерским. Был при штурме Шпайера.
3 ноября 1635, после отставки графа де Сен-Поля, получил губернаторство в Орлеанне, Шартрской области и Блезуа, которое сохранил до своей смерти.
В 1636—1639 годах командовал войсками в своем губернаторстве, в июле 1637 был отставлен от должности генерал-кампмейстера кавалерии.
Генерал-лейтенант армий короля (13.02.1639), в 1639—1640 годах служил в Гиени под командованием принца Конде и архиепископа Бордо. Во время осады Сальса ему было поручено охранять границу в районе Байонны. 5 апреля 1641 назначен в армию маршалов Брезе и Шатийона, 6 июля сражался в битве при Ла-Марфе. Затем служил в своем губернаторстве.
В январе 1644 года жалованной грамотой, данной в Париже, сеньория Ла-Тур-д'Аржи была возведена в ранг шателении в пользу маркиза де Сурди, но Парижский парламент зарегистрировал это пожалование только 3 декабря 1686. Другой жалованной грамотой, данной в Париже в декабре 1652 и зарегистрированной парламентом в феврале 1653, принадлежавшая маркизу сеньория Жуи, объединенная с несколькими фьефами, была возведена в ранг графства.

## Семья
Жена (24.11.1612): Жанна де Монлюк (ок. 1594—2.05.1657), графиня де Караман, принцесса де Шабанне, дочь Адриена де Монтескью-Монлюка и Жанны де Фуа
Дети:
- Адриен-Франсуа (1619—08.1638), убит при осаде Ранти
- Поль (ум. 6.11.1690), маркиз д'Аллюи, сеньор де Жуи-ан-Жозас, губернатор Орлеанне, Шартрена и Блезуа (1667). Жена (16.02.1667): Бенинь де Мо дю Фуйю (1648—14 или 15.05.1721), придворная девушка Анны Австрийской (1652—1662) и герцогини Орлеанской
- Анри (ум. 6.06.1712), граф де Монлюк. Жена (1699): Маргерит Лельевр (ум. 10.04.1720), дочь Тома Лельевра, маркиза де Лагранжа, первого президента Большого совета, и Анн Фор
- Виржиналь-Жан (ок. 1623—1645)
- Франсуа (ум. 21.09.1707), маркиз де Сурди. Жена: Мари-Шарлотта де Безьяд д'Аваре, дочь Теофиля де Безьяда, маркиза д'Аваре, и Мари дез Эстанж
- Изабель (Элизабет) (ум. 1644). Муж (27.06.1637): Мартен-Антуан Коэфье де Рюзе (1612—1644), маркиз д'Эфья, сын маршала Эфья
- Генриетта-Жанна (ок. 1623—1643)
- Анн
- Мари-Мадлен (ум. 1691). Аббатиса Гриньи, Ориньи-Сент-Бенуат, затем Ройяльё близ Компьена